# Zane Kalemba
Zane Kalemba (ur. 19 grudnia 1985 w Saddle Brook, New Jersey) – amerykański hokeista pochodzenia polskiego, trener.

## Kariera
- Tri-City Storm (2004)
- Green Bay Gamblers (2004-2005)
- Flin Flon Bombers (2005-2006)
- Princeton Tigers (Princeton University) (2006-2010)
- Norfolk Admirals (2010)
- Missouri Mavericks (2010)
- Elmira Jackals (2010)
- Victoria Salmon Kings (2011)
- Reading Royals (2010)
- Stockton Thunder (2010-2011)
- Rio Grande Valley Killer Bees (2010-2011)
- Bloomington Blaze (2011-2012)
- HC GKS Katowice (2012-2013)
- HC 05 Banská Bystrica (2013-2014)
- Rungsted Seier Capital (2014-2015)
- Manchester Storm (2015-2016)

W swojej karierze występował w klubach lig USHL, NCAA (2006-2010), ECHL (2010-2011) i CHL (2011-2012). Od lipca 2012 zawodnik HC GKS Katowice. W klubie występował do końca sezonu 2012/2013.
W sezonie 2011/2012 w zespole Bloomington Blaze razem z nim występowali Vladimir Nikiforov i Luke Popko, który także dysponuje polskim pochodzeniem. Od 2012 do 2013 obaj występowali w Polskiej Lidze Hokejowej w barwach klubu z Katowic.
Od połowy 2013 był zawodnikiem słowackiego klubu HC 05 Banská Bystrica. Od czerwca 2014 był bramkarzem duńskiego klubu Rungsted Ishockey. W lipcu 2015 został zawodnikiem angielskiego klubu Manchester Storm w rozgrywkach brytyjskich Elite Ice Hockey League. Po zakończeniu sezonu EIHL (2015/2016) opuścił klub i przerwał karierę. W sezonie 2016/2017 został trenerem zespołu Glen Rock High w lidze USHS. W marcu 2018 w trybie awaryjnym podpisał krótkoterminowy kontrakt na jeden mecz z klubem NHL, Winnipeg Jets, z racji konieczności dysponowania przez tenże zespół bramkarzem rezerwowym (pełnił rolę zmiennika Connora Hellebuycka w meczu przeciw New Jersey Devils 8 marca 2018).

## Sukcesy
Klubowe
- Mistrzostwo NCAA: 2008 z Princeton Tigers

Indywidualne
- Sezon NCAA 2008/2009:
  - Pierwsze miejsce w klasyfikacji średniej goli na mecz
  - Pierwsze miejsce w klasyfikacji skuteczności interwencji
  - Najlepszy zawodnik tygodnia – wybierany trzy razy
  - Pierwszy skład gwaizd[12]
  - Najlepszy zawodnik roku[13]
- Sezon NCAA 2008/2009:
  - Najlepszy zawodnik tygodnia – wybierany dwa razy
- Polska Liga Hokejowa (2012/2013):
  - Pierwsze miejsce w klasyfikacji skuteczności interwencji w sezonie zasadniczym: 91,9%
  - Pierwsze miejsce w klasyfikacji kanadyjskiej wśród bramkarzy: 3 punkty (za 3 asysty) – ex aequo z Przemysławem Odrobnym

## Życie prywatne
- Ma polskie pochodzenie. Jego pradziadek pochodził z Rzeszowa.
- Jego brat Zac (ur. 1978) także był hokeistą[14].
- Ukończył uczelnię Princeton University z tytułem socjologa[15].